# Municipio de Mahoning (condado de Montour)
El municipio de Mahoning  (en inglés: Mahoning Township) es un municipio ubicado en el condado de Montour en el estado estadounidense de Pensilvania. En el año 2000 tenía una población de 4.263 habitantes y una densidad poblacional de 199.8 personas por km².

## Geografía
El municipio de Mahoning se encuentra ubicado en las coordenadas 40°58′00″N 76°35′59″O / 40.96667, -76.59972.

## Demografía
Según la Oficina del Censo en 2000 los ingresos medios por hogar en la localidad eran de $43,995 y los ingresos medios por familia eran $55,536. Los hombres tenían unos ingresos medios de $46,016 frente a los $31,078 para las mujeres. La renta per cápita para la localidad era de $24,099. Alrededor del 8,3% de la población estaban por debajo del umbral de pobreza.